# Неоцианин
Неоцианин — органическое соединение, полиметиновый краситель с химической формулой C38H37I2N3. Использовался как оптический сенсибилизатор для инфракрасного диапазона в фотографии до появления трикарбоцианинов.

## История
Краситель был впервые обнаружен Огата в 1924 году как побочный продукт при синтезе криптоцианина, но изолирован из смеси лишь в 1925 году Т. Кларком. Химическая структура соединения была предложена Кёнигом и в дальнейшем подтверждена Кендаллом, Майером и Ф. Хамер. В дальнейшем краситель дал начало большой группе родственных соединений, получивших название «неоцианины».

## Физические и химические свойства
Максимум сенсибилизации незамещённого неоцианина с хинолиновыми ядрами — 824 нм, максимум поглощения — 760 нм.
По сравнению с другими сенсибилизирующими красителями того времени, неоцианины оказались очень стабильными, что позволило использовать их без труда в составе фотографических эмульсий. Производные неоцианина позволяли сенсибилизировать для средних выдержек в диапазоне от 680 до 880 нм, при увеличении выдержек — до 900 нм. Абсолютный максимум сенсибилизации достигался при помощи 
 гиперсенсибилизации и составлял 1160 нм.

## Получение
Краситель синтезируется по общему методу получения цианиновых красителей. Для этого используют реакцию конденсации этилиодида лепидина в триэтилортоформиате в присутствии пиридина. В результате реакции образуется 42 % криптоцианина и 17 % неоцианина. Для увеличения выхода неоцианина реакцию можно проводить с паратолусульфонатом лепидина, при этом выход составит 7 % криптоцианина и 26 % неоцианина. Если осаживание красителя проводить с использованием бромида аммония, то можно увеличить выход неоцианина до 37 %, а выход метилового производного в подобных условиях составит 41 %.

## Применение
Применялся для приготовления инфракрасных фотографических эмульсий, а также для инфракрасной сенсибилизации готовых фотоматериалов. Для сенсибилизации фотопластинок в виде отдельной ванны использовалось разбавление 1:200 000 в 25% растворе метилового спирта, с последующей промывкой в этиловом спирте. Для гиперсенсибилизации пластины перед съёмкой обрабатывались в  ванне состоявшей из одной части 28% раствора аммиака и 24 частей воды.